# Якопо IV Аппиано
Я́копо IV д’Аппиа́но д’Араго́на (итал. Jacopo IV Appiano d’Aragona; ок. 1459/1460, Пьомбино, синьория Пьомбино — 10 апреля 1510, там же) — представитель дома Аппиано, синьор Пьомбино с 1474 по 1509 год, князь Священной Римской империи с 1509 года, князь Пьомбино с 1509 по 1510 год, пфальцграф Священной Римской империи.
Кондотьер, в звании капитана служил в армиях Неаполитанского и Французского королевств, Флорентийской и Сиенской республик. В 1498—1501 годах командовал армией флорентийцев в войне против пизанцев и их союзников. В 1501—1503 годах был вынужден покинуть свои владения, захваченные Чезаре Борджиа, которые вернул, опираясь на поддержку короля Испании и императора Священной Римской империи. В 1507 году в звании генерала возглавил испанский гарнизон в цитадели Пьомбино.
Восстановил устав синьории, упразднённый предыдущим правителем. Учредил ежегодную ярмарку в Пьомбино. Провёл реформу системы записи гражданских актов. Первый синьор Пьомбино с правом чеканить монету.

## Биография
Родился в Пьомбино в 1459 (или 1460) году. Якопо был сыном графа Якопо III Аппиано, синьора Пьомбино, и Баттистины Кампофрегозо, дочери Джано I Кампофрегозо, дожа Генуи. 22 марта 1474 года наследовал умершему отцу под именем Якопо IV. Поддержку юному правителю оказали правитель Сиены и король Неаполя. Последний, стремясь закрепить влияние, женил его на своей племяннице. Якопо IV пользовался уважением у своих подданных, он восстановил устав Пьомбино и вернул сословиям привилегии, отобранные его отцом.

### Участие в конфликтах
С 1479 по 1483 год в звании капитана служил в объединённой армии неаполитанского короля Фердинанда I и римского папы Сикста IV. В 1479 году, после провала заговора Пацци, участвовал в походе на Флоренцию, во время которого проявил себя отважным воином. В сражениях при Колле и Поджибонси 7 сентября 1479 года Якопо так глубоко вторгся в стан противника, что попал в плен. В том же году за него был заплачен выкуп и он вернулся в Пьомбино.
Вскоре у Якопо IV возник конфликт из-за месторождений квасцов в Монтионе и Валле с Джованни Гьяндерони, епископом Масса Маритимы. Ещё в августе 1478 года, претендовавший на эти земли епископ, продал своё право Апостольской Палате. Якопо IV был вызван в Рим. Папа Сикст IV попытался воспрепятствовать добыче им квасцов в Монтионе и Валле во избежание конкуренции с добываемыми квасцами на рудниках самого понтифика в Тольфе. Однако Якопо IV не отказался от своего права на владение поместьями. В наказание римский папа отлучил его от церкви. В 1490 году стороны смогли договориться о том, что в течение десяти лет синьор Пьомбино не будет разрабатывать месторождения полезных ископаемых в Монтионе и Валле, получая от Апостольской Палаты ежегодные выплаты в размере тысячи дукатов.
В 1482 году к Якопо IV тайно обратились представители корсиканского Совета дворян с просьбой принять на себя правление островом и, таким образом, избавить их от правления Генуэзской республики. Граф и синьор Пьомбино отправил к ним отряд во главе со своим младшим братом Герардо Аппиано, который в июне 1483 года был избран суверенным графом Корсики. Однако, не найдя поддержки у большей части местного населения, уже в июле того же года он был вынужден покинуть остров.
С 1483 по 1485 год в звании капитана Якопо IV служил в армии маркграфов из дома д’Эсте. Он поддерживал добрососедские отношения с Флоренцией и Сиеной. В 1485 году в звании капитана поступил на службу в армию Флорентийской республики. В том же звании с 1495 по 1498 год служил в армии Сиенской республики. С 1498 по 1501 год был главнокомандующим армии Флорентийской республики. Под его командованием в сентябре 1498 года флорентийцы одержали победу над венецианцами, союзниками пизанцев, с которыми они воевали.
В 1489 году Якопо IV договорился с арагонским королём Фердинандом Католиком о защите своих владений от пиратов, действовавших под флагом Арагонского королевства. Синьор Пьомбино содействовал развитию ремёсел и торговли в своих владениях. Им была учреждена ежегодная ярмарка в Пьомбино, работавшая с 21 по 28 сентября. Он также провёл реформу, которая увеличила доходы от регистрации гражданских актов.

### Война с Чезаре Борджиа
4 июня 1501 года герцог Романьи Чезаре Борджиа, поддерживаемый своим отцом, римским папой Александром VI, вторгся на территорию владений Якопо IV. Герцог обвинил его в потворстве действиям пиратов и в многочисленных недружественных актах в отношении епархии Масса Мариттимы. Это было объявлено им официальным предлогом к началу войны. Флорентийская республика отказала Якопо IV в помощи. Он был стеснён в средствах, не имел достаточного вооружения и поэтому сосредоточил главное внимание на укреплении обороны крепости и цитадели Пьомбино. Кроме патриотично настроенных подданных, Якопо IV поддержала небольшая группа пиратов. Чезаре Борджиа стремительно продвигался к Пьомбино. За несколько дней им были захвачены Суверето, Скарлино, острова Эльба и Пьяноза. Понимая, что ему не удастся защитить город, 16—17 августа того же года Якопо IV вместе с семьёй бежал по морю в Ливорно, а оттуда в Париж, затем в Геную и Венецию. После трёхмесячной осады армия герцога Романьи захватила Пьомбино.
В том же 1501 году в звании капитана Якопо IV поступил на службу в армию Французского королевства. Его апелляция к Людовику XII, королю Франции, разобраться с произволом своего союзника Чезаре Борджиа была оставлена без внимания. Тогда с аналогичной просьбой он обратился к императору Максимилиану I, который в 1502 году признал за Якопо IV и его наследниками право на синьорию Пьомбино. Это же право признал за ним и арагонский король Фердинанд Католик. Однако кардинально ситуация поменялась лишь после смерти римского папы Александра VI. В августе 1503 года в Пьомбино поднялось восстание, поддержанное Флоренцией. Гарнизон Чезаре Борджиа был изгнан из города и Якопо IV вернул свои владения к радости подданных.

### Имперский князь
В 1507 году, по приглашению Якопо IV, Пьомбино посетил арагонский король Фердинанд Католик с молодой супругой. Во время своего визита он принял Якопо IV на службу в армию Арагонского королевства в звании генерала, предоставив под его командование четыреста пехотинцев испанского гарнизона в цитадели Пьомбино, которые были посланы королём ещё в 1505 году для укрепления обороны города в случае нападения на него со стороны Генуи.
8 ноября 1509 года император Максимилиан I объявил Пьомбино имперским феодом, а Якопо IV и его наследникам даровал персональный титул князя и предоставил право чеканить серебряную и золотую монету. Полный титул Якопо IV был следующим: князь Якопо IV д’Аппиано д’Арагона, князь Священной Римской империи, князь Пьомбино, синьор Скарлино, Популонии, Суверето, Буриано, Аббадья-аль-Фаньо, Виньяле и островов Эльба, Монтекристо, Пьяноза, Черболи и Пальмайола, пфальцграф Священной Римской империи. Опираясь на покровительство Испанского королевства и Священной Римской империи, Якопо IV сохранил владения дома Аппиано в его первозданных границах.
В марте 1509 года Якопо IV принимал у себя делегации переговорщиков Флорентийской и Пизанской республик. В качестве представителя Флоренции на переговорах с представителями Пизы в Пьомбино прибыл Никколо Макиавелли. Переговоры успеха не имели. Якопо IV умер в Пьомбино 10 апреля 1510 года или в 1511 году.

### Браки и потомство
Между 1476 и 1478 годами (последняя дата встречается в источниках чаще) Якопо IV сочетался браком с Викторией Тодескини-Пикколомини-д’Арагона (1460 — 1518), дочерью Антонио Тодескини-Пикколомини-д’Арагона, герцога Амальфи, и Марии д’Арагона. В браке у супругов родились пятеро детей:
- Якопо (1480 — 20.10.1545), князь Священной Римской империи, князь Пьомбино под именем Якопо V, синьор Скарлино, Популонии, Суверето, Буриано и острово Эльба, Монтекристо, Пьяноза, Черболи и Пальмайола, синьор Аббадья-аль-Фаньо и Виньяле с 1510 по 1519 год, пфальцграф Священной Римской империи, сочетался первым браком в Неаполе в 1510 году с Марианной д’Арагона (1485 — 1513/1514), вдовой Роберто II Сансеверино, князя Салерно, и дочерью Альфонсо д’Арагона, 1-о герцога Вильяэрмоса, и доньи Леоноры Сотомайор; вторым браком — во Флоренции в 1514 году с Эмилией Ридольфи (1497 — 1514), дочерью Пьеро Ридольфи и Контессины Медичи[итал.], которая умерла до консуммации брака; третьим браком — там же во Флоренции в 1515 году с сестрой покойной супруги, Клариче Ридольфи (1499 — 1524), и четвёртым браком — в 1525 году с Еленой Сальвиати (ум. 1552), вдовой Паллавичино Паллавичино, маркграфа Буссето, и дочерью Якопо Сальвиати[итал.] и Лукреции Медичи;
- Баттистина (1482 — ?), сочеталась браком с Оттавиано Паллавичино (ум. после 1514), маркграфом Буссето, Табиано и Баргоне, графом Борго-Сандоннино;
- Изабелла или Беатриче (1484/1485 — апрель 1525), в 1498 году сочеталась браком с Веспазиано Колонна (ум. 13.03.1528), герцогом Траэтто и графом Фонди;
- Джероламо по прозванию «Владелец Эльбы» (1488 — 7.02.1559), синьор Аббадья-аль-Фаньо и Виньяле с 1519 года, владелец рудников на острове Эльба с 1519 по 1544 год, пьяченцский патриций с 1537 года, капитан армий Флорентийской республики с 1527 по 1529 год и Папского государства с 1530 года, генерал-губернатор Пьомбино с 1557 года, родоначальник пьяченской и пьемонтской ветвей д’Аппиано д’Арагона, сочетался первым браком в Генуе в 1506 году с Камиллой Кампофрегозо (1489 — 1519), дочерью Пьерфранческо Кампофрегозо, виконта Овады и синьора Гави, вторым браком в Пьяченце в 1533 году с Катериной Торелли (ум. 1535), вдовой графа Джованни Ангвиссола и дочерью Кристофоро Торелли, графа Монтекьяруголо, и Ипполиты Сансеверино из дома графов Гаяццо, третьим браком там же в Пьяченце в 1536 году с Антонией Сфорца (1520/1525 — 1587), дочерью Алессандро Сфорца, графа Боргоново, и Маргариты Барбиано из дома графов Бельджойозо[11];
- Фьямметта (1490 — ?), сочеталась браком с графом Франческо Рангони (ум. после 1525), моденским патрицием и синьором Спиламберто, генералом армии Венецианской республики.